# Pictocolumbella ocellata
Pictocolumbella ocellata is een slakkensoort uit de familie van de Columbellidae. De wetenschappelijke naam van de soort is voor het eerst geldig gepubliceerd in 1807 door Link.